# Dearing, Kansas
Dearing är en ort i Montgomery County i Kansas. Vid 2010 års folkräkning hade Dearing 431 invånare.